# フランク・カンポス
フランク・アレクシス・カンポス・マルティネス（Frank Alexis Campos Martinez, 1968年5月11日 - ）は、ベネズエラ・カラカス出身の元プロ野球選手（投手）。右投右打。
台湾球界での登録名は、弗蘭克。

## 来歴・人物
カラカス高を経て、1987年にシカゴ・カブスと契約し、1990年シーズン途中にシカゴ・ホワイトソックスに移籍。メジャー経験はなく、ホワイトソックス傘下（当時）のAAA級ナッシュビルを経て、1993年秋に日本プロ野球（NPB）の日本ハムファイターズの秋季キャンプに参加し、11月18日にテストを経て入団となった。背番号は42。尚、日本ハム球団としてはジョージ・カルバー以来20年振りに獲得した外国人投手である。
威力のある速球とムービング・ファストボール、スライダーを武器としたが、制球力に難がありオープン戦にて乱打される。そのまま1994年のシーズンが開幕するも、肘の故障で二軍登板すらなく5月18日に早々と解雇され、監督の大沢啓二は「カンポスじゃなくポンカスだった」と呆れていた。日本ハム退団後はホワイトソックスにマイナー契約で復帰するものの、最高でもAA級バーミンハムに終始した。マイナーリーグ通算38勝55敗26セーブ、防御率3.90。
翌1995年シーズン途中に中華職業棒球大聯盟（CPBL）の兄弟エレファンツと契約したが、1試合に登板しただけで退団、その後はメキシカンリーグでプレーし、1997年限りで現役引退。

## 詳細情報

### NPB記録
- 一軍公式戦出場なし

### 年度別投手成績
| 年 度     | 球 団     | 登 板 | 先 発 | 完 投 | 完 封 | 無 四 球 | 勝 利 | 敗 戦 | セ 丨 ブ | ホ 丨 ル ド | 勝 率 | 打 者 | 投 球 回 | 被 安 打 | 被 本 塁 打 | 与 四 球 | 敬 遠 | 与 死 球 | 奪 三 振 | 暴 投 | ボ 丨 ク | 失 点 | 自 責 点 | 防 御 率 | W H I P |
| --------- | --------- | ----- | ----- | ----- | ----- | -------- | ----- | ----- | -------- | ----------- | ----- | ----- | -------- | -------- | ----------- | -------- | ----- | -------- | -------- | ----- | -------- | ----- | -------- | -------- | ------- |
| 1995      | 兄弟      | 1     | 0     | 0     | 0     | 0        | 0     | 0     | 0        | 0           | ----  | 6     | 0.2      | 0        | 0           | 4        | 0     | 0        | 0        | 1     | 0        | 0     | 0        | 0.00     | 6.00    |
| CPBL：1年 | CPBL：1年 | 1     | 0     | 0     | 0     | 0        | 0     | 0     | 0        | 0           | ----  | 6     | 0.2      | 0        | 0           | 4        | 0     | 0        | 0        | 1     | 0        | 0     | 0        | 0.00     | 6.00    |

### 記録
CPBL
- 初登板：1995年5月7日、対俊国ベアーズ戦

### 背番号
- 42 （1994年）
- 14 （1995年）